# Ricardo Naón
Ricardo Naón (ur. ? – zm. ?) – argentyński piłkarz, grający podczas kariery na pozycji pomocnika.

## Kariera klubowa
Ricardo Naón rozpoczął karierę w Club Balcarce w 1912. W 1914 był zawodnikiem Estudiantes La Plata, skąd przeszedł do lokalnego rywala – Gimnasii y Esgrima. Ogółem w latach 1915-1922 wystąpił w barwach Gimnasii rozegrał 111 spotkań.
Ostatnim w karierze Naóna było San Isidro Buenos Aires, w którym zakończył karierę w 1922.

## Kariera reprezentacyjna
W reprezentacji Argentyny Naón występował w latach 1914-1916. W reprezentacji zadebiutował 13 września 1914 w wygranym 2-1 meczu z Urugwajem, którego stawką była Gran Premio de Honor Argentino. Drugi i ostatni raz w reprezentacji Naón wystąpił 27 września 1914 w przegranym 0-1 meczu z Brazylią, którego stawką było Copa Roca.
W 1916 był w kadrze na pierwsze oficjalne Mistrzostwa Ameryki Południowej.
| Mecze i gole w reprezentacji | Mecze i gole w reprezentacji | Mecze i gole w reprezentacji | Mecze i gole w reprezentacji | Mecze i gole w reprezentacji | Mecze i gole w reprezentacji | Mecze i gole w reprezentacji |
| #                            | Data                         | Miasto                       | Przeciwnik                   | Gol                          | Wynik                        | Rozgrywki                    |
| ---------------------------- | ---------------------------- | ---------------------------- | ---------------------------- | ---------------------------- | ---------------------------- | ---------------------------- |
| 1.                           | 13.09.1914                   | Buenos Aires                 | Urugwaj                      |                              | 2:1                          | Gran Premio                  |
| 2.                           | 27.09.1916                   | Buenos Aires                 | Brazylia                     |                              | 0:1                          | Copa Roca                    |